# Уялы (Западно-Казахстанская область)
Уялы (каз. Ұялы, до 2005 г. — Искра) — село в Бокейординском районе Западно-Казахстанской области Казахстана. Административный центр Уялинского сельского округа. Код КАТО — 275435100.

## Население
В 1999 году население села составляло 1533 человека (774 мужчины и 759 женщин). По данным переписи 2009 года, в селе проживало 1259 человек (633 мужчины и 626 женщин).